# P.N.O.K.
Pour plus de détails, voir Fiche technique et Distribution.
P.N.O.K. est un court-métrage américain réalisé par Carolyn McDonald, sorti en 2005.

## Fiche technique
- Titre original : P.N.O.K.
- Réalisation : Carolyn McDonald
- Scénario : Karyn L. Beach
- Costumes : Heather Patton
- Photographie : Tarina Reed
- Montage : Bayard Stryker
- Musique : Jason Luckett
- Production : John P. Adams, India Osborne
  - Production déléguée : Jordan Partee
- Société(s) de production : Visibility Communications
- Budget : 
  - 50 000 $ US[1]
- Pays d'origine : États-Unis
- Année : 2005
- Langue originale : anglais
- Format : couleur – 16 mm – 1,33:1
- Genre : drame, court-métrage
- Durée : 18 minutes
- Dates de sortie :

## Distribution
- Danny Glover : Col. Weldon
- Elle Fanning : Rebecca Bullard
- Archie Drury : Sgt. McCoy
- Irma P. Hall : Mildred Burnett
- Kathryn Avery Hansen : Vicky
- Jack Kennedy : Soldat
- Robert Ri'chard : Pvt. Battle